# 鍾武雄
鍾武雄（英語：Henry Chung，1918年9月9日—2017年4月23日），湖南醴陵人，中華民國外交官、廚師。重慶國立中央大學畢業後分別派駐至日本與美國休士頓的領事館，1949年國民政府遷台後拒絕回國就直接在美國定居，1974年在美國開設湘菜菜館，在舊金山華人中頗有聲望。